# E-mail marketing
L' e-mail marketing è un tipo di marketing diretto che usa la posta elettronica come mezzo per comunicare messaggi, commerciali e non, al pubblico di riferimento.

## Descrizione
In senso lato, qualunque e-mail inviata a un cliente (o cliente potenziale), può essere considerata un'azione di e-mail marketing. Solitamente però si usa questo termine per riferirsi all'invio di messaggi email per acquisire nuovi clienti, fidelizzarne altri, o convincere quelli precedenti ad acquistare subito qualcosa (call to action).
L'attività pubblicitaria online basata sull'invio di un messaggio pubblicitario tramite email verso una lista preselezionata di utenti è chiamata Direct Email Marketing (o Direct E-Mailing, in acronimo DEM). In Italia vengono ricevuti 900 milioni di messaggi di posta elettronica al giorno, circa 30 per utente Internet.
Negli ultimi anni si sta ponendo una sempre maggiore attenzione all'integrazione dell'e-mail marketing con altri sistemi di gestione (es. CRM) e comunicazione (es. social media). L'evoluzione recente si sta concentrando sempre più sulla qualità del contatto (profilazione delle utenze, cura della soddisfazione della clientela), rispetto agli invii massivi di posta che avevano caratterizzato l'e-mail marketing degli esordi.
L'utilizzo sovrabbondante di comunicazioni elettroniche da parte delle società commerciali ha causato fenomeni di rigetto da parte degli utenti, tanto da aumentare in modo significativo i fenomeni di posta indesiderata (spam).

## Vantaggi
L'e-mail marketing:
- È meno costoso del marketing diretto fatto con materiale cartaceo.
- Il ritorno sull'investimento (ROI) è più di quattro volte superiore rispetto ad altri canali di marketing.[2][3]
- È istantaneo, soprattutto se comparato con la posta cartacea: una e-mail arriva in secondi o minuti.
- Permette al pubblicitario di "spingere" il messaggio al pubblico, al contrario di un sito web che "aspetta" che i visitatori lo raggiungano.
- È facile da tracciare. Un pubblicitario può tracciare gli utenti con i web bug, messaggi respinti, disiscrizioni, conferme di ricezione, click-through, eccetera. Questi possono essere usati per tracciare i tassi di apertura delle e-mail, i riscontri positivi o negativi, le vendite derivate dal marketing.
- Consente di stabilire una relazione "uno a uno", cioè di personalizzare il messaggio in base al destinatario che riceverà quella comunicazione specifica.
- Permette di fare test per vedere quale tipo di messaggio produce migliori risultati in base al pubblico cui si rivolge.
- I costi sono decisamente contenuti rispetto a qualunque altro tipo di pubblicità.

## Svantaggi
Se fatto bene, l'email marketing ha in sé pochi svantaggi, anche se esistono comunque degli ostacoli oggettivi con cui chiunque voglia lanciare una campagna email deve fare i conti:
- Caselle di posta già sature. Pressoché ogni azienda comunica oggi con i propri clienti attraverso lo strumento dell'email marketing. Questo significa che chiunque abbia un indirizzo email finisce col ricevere quotidianamente tra le 10 e le 90 email al giorno, più o meno desiderate. Per un'azienda che vuole fare email marketing, dunque, è sempre più difficile farsi notare tra le caselle di posta già sature.
- Filtri anti-spam: nel contesto descritto qui sopra i diversi provider di posta elettronica (Gmail, Yahoo, Hotmail, ecc.) hanno innalzato dei muri-anti spam sempre più alti, al fine di proteggere i propri utenti dalla posta indesiderata. Per chi si occupa di email marketing questo significa dover giocare in base alle regole dettate da questi filtri, in modo da evitare che le proprie campagne vengano bloccate e non raggiungano mai il destinatario finale.
- La rivoluzione del GDPR: entrato in vigore nel maggio del 2018, ha rappresentato un vero e proprio uragano nel mondo dell'email marketing. Prima del GDPR, infatti, la raccolta di indirizzi email a cui inviare le proprie campagne di email marketing era poco regolamentata e lasciata pressoché interamente alla creatività delle aziende. Gli indirizzi email degli utenti potevano essere raccolti in svariati modi o anche essere acquistati da agenzie che si occupavano quasi esclusivamente di raccogliere database di indirizzi e venderli alle aziende. Oggi, invece, un'azienda che vuole fare email marketing deve garantire una totale trasparenza e sottostare ai paletti del GDPR.